# 程不時
程不时（1930年—），湖南醴陵人，中国飞机设计师。

## 生平
1930年，程不时出生于湖南醴陵。
1947年，程不时考取清华大学航空工程系。1951年，程不时从清华大学毕业，在中华人民共和国重工业部航空工业局设计处工作。1955年，程不时调航空工业局第一生产处，主管哈尔滨飞机厂工作。
20世纪60年代，程不时担任歼6、歼教6、歼7的主管设计师。
1971年，程不时调上海参与运十飞机设计，担任总体设计组副组长。后担任飞机副总设计师，负责总体、气动、计算机以及试飞方面的工作。